# Det Gamle Testamente
 Denne artikel omhandler den kristne redigering af jødernes hellige tekst. For artiklen om denne, se Tanakh.
Det Gamle Testamente (GT) er den første hoveddel af den kristne bibel – den anden hoveddel er Det Ny Testamente (NT). Det gamle testamentes skrifter udgør  tillige Tanakh, den jødiske bibel, og betragtes af både kristne og jøder som kanonisk.
Det Gamle Testamente består af en lang række skrifter af vidt forskelligt indhold: myter, legender, historiske beretninger, poesi, filosofi, profetier m.m. Skrifterne er skrevet på hebræisk med enkelte passager, særligt i Daniels Bog, på aramæisk.
Den hebræiske bibel inddeles i tre: Loven (heb. Torah), Profeterne (heb. Nevi’im) og Skrifterne (heb. Kethuvim).
Torahen (og hele den hebræiske bibel) er i jødedommen den primære helligtekst og var det for Jesus og de første kristne, men i løbet af de første efterkristne århundreder fik en række af de tidligste kristne skrifter også status som hellige, hvorved en decideret nytestamentlig kanon opstod. Denne kan i kristendommen siges at gå forud for Det gamle Testamente.
Siden Luthers første oversættelse til tysk, har der været tradition for teologisk at bearbejde oversættelsen af Det gamle Testamente, så mange steder i de hebraiske og aramæiske tekster fremstod som profetier om Kristus. Også i den nyeste danske bibeloversættelse fra 1992 er der mange ændringer fra en videnskabeligt forsvarlig oversættelse, der har tjent til at få skabt større overensstemmelse mellem Det Nye Testamente og den hebraiske bibel.
Det Gamle Testamente består i den protestantiske tradition af 39 skrifter ( Det Danske Bibelselskabs forkortelser står i parentes):
- Første Mosebog (Genesis) (1 Mos)
- Anden Mosebog (Exodus) (2 Mos)
- Tredje Mosebog (Leviticus) (3 Mos)
- Fjerde Mosebog (Numeri) (4 Mos)
- Femte Mosebog (Deuteronomium) (5 Mos)
- Josvabogen (Jos)
- Dommerbogen (Dom)
- Ruths bog (Ruth)
- Første Samuelsbog(1 Sam)
- Anden Samuelsbog (2 Sam)
- Første Kongebog (1 Kong)
- Anden Kongebog (2 Kong)
- Første Krønikebog (1 Krøn)
- Anden Krønikebog (2 Krøn)
- Ezras Bog (Ez)
- Nehemias' Bog (Neh)
- Esters Bog (Est)
- Jobs Bog (Job)
- Salmernes Bog (Sl)
- Ordsprogenes Bog (Ordsp)
- Prædikerens Bog (Præd)
- Højsangen (Højs)
- Esajas' Bog (Es)
- Jeremias' Bog (Jer)
- Klagesangene (Klages)
- Ezekiels Bog (Ez)
- Daniels Bog (Dan)
- Hoseas' Bog (Hos)
- Joels Bog (Joel)
- Amos' Bog (Am)
- Obadias' Bog (Obad)
- Jonas' Bog (Jon)
- Mikas Bog (Mika)
- Nahums Bog (Nah)
- Habakkuks Bog (Hab)
- Sefanias' Bog (Sef)
- Haggajs Bog (Hagg)
- Zakarias' Bog (Zak)
- Malakias' Bog (Mal)

## Læs mere om Gammel Testamente
- Svend Holm-Nielsen: Det Gamle Testamente, G.E.C. Gads forlag, 1964.
- Benedikt Otzen: Israelitterne i Palæstina, G.E.C. Gads forlag, 1977.
- Else Kragelund Holt & Kirsten Nielsen: Bibelkundskab, Aarhus Universitetsforlag, 1997
- Hans Jørgen Lundager Jensen: Gammeltestamentlig religion. En indføring. Forlaget Anis, 1998
- Hans Jørgen Lundager Jensen og Gert Hallbäck: Gads Bibel Leksikon. Gads Forlag 1998.